# 可児タクシー
株式会社可児タクシーは、岐阜県可児市に本社を置く、タクシー・デマンドバス・介護タクシーを経営する企業である。可児市・美濃加茂市・御嵩町のデマンド運行を委託されている。

## 概要

### 事業区域
美濃加茂市・可児市・坂祝町・八百津町・御嵩町

### デマンド交通
美濃加茂市・可児市・御嵩町から委託され、10区域　1日平均120人の利用者がある。

### 関連会社（グループ企業）
- スイトトラベル株式会社
- 新太田タクシー株式会社 - 本社営業所・広見営業所・西可児営業所・八百津営業所
- セイノーホールディングス株式会社